# Music of Remembrance
Music of Remembrance, con sede a Seattle, è un'organizzazione di musica da camera classica senza scopo di lucro, fondata nel 1998 da Mina Miller, che è anche presidente e direttore artistico, il cui scopo è trovare ed eseguire musica composta dalle vittime dell'Olocausto, indipendentemente dal loro passato, origine e formazione, nonché eseguire opere correlate di recente commissione.

## Storia
La compagnia presenta due concerti ogni anno nella Benaroya Hall: uno in primavera per celebrare la Giornata della Memoria e l'altro in autunno per l'anniversario della Notte dei Cristalli. Danno anche una serie gratuita di concerti Sparks of Glory, con i relativi commenti, in luoghi come il Seattle Art Museum e gestiscono un programma educativo di sensibilizzazione in tutto lo Stato di Washington. Nel 2005 hanno istituito il David Tonkonogui Memorial Award per i giovani musicisti. Dal 2015 Music of Remembrance presenta ogni gennaio un concerto gratuito a livello di comunità presso la Benaroya Hall per celebrare la Giornata internazionale della memoria dell'Olocausto e l'anniversario della liberazione di Auschwitz-Birkenau. Sempre dal 2015 hanno portato i loro programmi nella Bay Area con un grande concerto annuale a San Francisco.
La stagione 2020-2021 è stata interrotta dalla pandemia di COVID-19 e sostituita da una serie di quattro concerti online.
La maggior parte degli strumentisti che si esibiscono provengono dalla Seattle Symphony. Il violinista della Seattle Symphony Mikhail Shmidt, la violista Susan Gulkis Assadi e la clarinettista Laura DeLuca si sono esibiti con Music of Remembrance sin dalla sua fondazione. Il flautista Zart Dambourian-Eby, la violinista Natasha Bazhanov, il violoncellista Walter Gray, la pianista Jessica Choe e il contrabbassista Jonathan Green hanno fatto frequenti apparizioni.

## Repertorio
Il repertorio di Music of Remembrance è composto da brani storici di compositori morti o sopravvissuti all'Olocausto e da commissioni contemporanee che partecipano alle lezioni sull'Olocausto.
La prima registrazione della compagnia, Art from Ashes – volume 1 (2002), comprendeva: Serenata, scritta nel Campo di concentramento di Theresienstadt nel 1942, l'unico pezzo sopravvissuto di Robert Dauber morto a Dachau nel 1945; Cinque brani per quartetto d'archi (1924) di Erwin Schulhoff, morto a Wülzburg nel 1942 e la Sonata per flauto di Herman Berlinski, perduta quando lasciò Parigi e ricostruita negli Stati Uniti nel 1942.
Le musiche appositamente commissionate dalla compagnia comprendono Camp Songs (2002) di Paul Schoenfield, cinque canzoni su poesie di Aleksander Kulisiewicz internato nel campo di concentramento di Sachsenhausen. Questo pezzo è stato uno dei tre finalisti del Premio Pulitzer per la musica nel 2003 ed era anche alla loro prima registrazione.
Music of Remembrance ha anche commissionato tre pezzi a Jake Heggie: For a Look or A Touch (2007, per baritono e attore), sulla persecuzione dei gay durante l'Olocausto; Another Sunrise (2012, soprano), basato sulla vita e l'opera del membro della Resistenza Polacca, sopravvissuta ad Auschwitz, Krystyna Żywulska e Farewell, Auschwitz (2013, soprano, mezzosoprano, baritono), basato su testi di Żywulska tradotti da Gene Scheer. Heggie ha incorporato questi brani in un'opera in tre parti, Out of Darkness (2013) su libretto di Scheer, di cui Music of Remembrance presentò la prima mondiale nel maggio 2016 a Seattle, con ulteriori spettacoli in programma a San Francisco.
Le rappresentazioni della compagnia comprendono anche musica più affermata, come Different Trains (1988) di Steve Reich, che confronta le sue esperienze di viaggio in treno in America con esperienze molto diverse, essendo stato trasportato in un campo di concentramento nell'Europa occupata dai nazisti, e Verklärte Nacht (1899) di Arnold Schönberg, che riconobbe presto il pericolo nazista ed emigrò in America nel 1934. Questa era la musica per la prima mondiale delle danze di Donald Byrd Transfigured Night eseguite dallo Spectrum Dance Theatre.

## Discografia
Il primo CD di Music of Remembrance fu pubblicato dall'etichetta Innova. Da allora hanno registrato diversi CD per Naxos.
| Anno | Titolo                    | Etichetta |
| ---- | ------------------------- | --------- |
| 2001 | Art From Ashes            | Innova    |
| 2004 | Letter to Warsaw          | Naxos     |
| 2006 | Brundibár                 | Naxos     |
| 2008 | For a Look or a Touch     | Naxos     |
| 2009 | Camp Songs & Ghetto Songs | Naxos     |
| 2011 | Vedem                     | Naxos     |
| 2014 | Out of Darkness           | Naxos     |
| 2016 | After Life                | Naxos     |
| 2020 | The Parting               | Naxos     |

| Anno | Titolo              |
| ---- | ------------------- |
| 2008 | Unsilenced          |
| 2010 | The Boys of Terezín |
| 2015 | Out of Darkness     |
| 2018 | Hear Our Story Now  |

## Commissioni
Music of Remembrance commissiona a compositori viventi opere ispirate all'Olocausto, per costruire un ponte tra i musicisti dell'Olocausto e una nuova generazione di artisti e un nuovo pubblico. Queste nuove opere hanno lo scopo di abbracciare l'eredità di resistenza spirituale dell'Olocausto attraverso la musica e di comunicare questa eredità al pubblico nel mondo di oggi.
| Prima mondiale | Titolo                                      | Compositore            | Descrizione | Strumentazione |
| -------------- | ------------------------------------------- | ---------------------- | --- | --- |
| 2000           | A Vanished World                            | David Stock            | Un'istantanea del mondo prebellico degli ebrei dell'Europa orientale, che vivevano sull'orlo dell'abisso. | Flauto, viola, arpa |
| 2002           | Camp Songs                                  | Paul Schoenfield       | Impostazione musicale di cinque poesie scritte nel campo di concentramento di Sachsenhausen compilate da Aleksander Kulisiewicz. | Mezzosoprano, baritono, clarinetto, violino, violoncello, contrabbasso, pianoforte                                                    |
| 2003           | Fathers                                     | Lori Laitman           | Impostazione musicale delle poesie relative all'Olocausto di Anne Ranasinghe e David Vogel incentrate sulle relazioni padre-figlio. | Baritono, violino, violoncello, pianoforte                                                                                            |
| 2004           | Letters to Warsaw                           | Thomas Pasatieri       | Impostazione musicale di sei testi di Pola Braun scritti nel Ghetto di Varsavia e nel campo di concentramento di Majdanek. | Soprano, piano |
| 2005           | The Seed of a Dream                         | Lori Laitman           | Impostazione musicale di poesie dal Ghetto di Vilnius di Abraham Sutzkever. | Mezzosoprano, violoncello, pianoforte                                                                                                 |
| 2005           | In Memoriam                                 | Gerard Schwarz         | Un omaggio musicale PER violoncellista David Tonkonogui, insegnante del figlio di Schwarz, Julian. | Violoncello solista, quartetto d'archi                                                                                                |
| 2007           | For a Look or a Touch                       | Jake Heggie            | Duetto tra attore e cantante basato sul diario di Manfred Lewin scritto per il suo amante Gad Beck, che racconta la sua storia nel documentario Paragraph 175.                                                                                               | Attore, baritono, flauto, clarinetto, violino, violoncello, pianoforte                                                                |
| 2008           | Ghetto Songs                                | Paul Schoenfield       | Basato sulla poesia in un taccuino di Mordechai Gebirtig. | Soprano, baritono, clarinetto, violino, violoncello, contrabbasso, pianoforte                                                         |
| 2008           | Rudolf and Jeanette                         | Gerard Schwarz         | Un omaggio musicale ai nonni materni di Schwarz, Rudolf e Jeanette Weiss, assassinati in un campo di concentramento a Riga, in Lettonia. | Flauto, oboe, fagotto, tromba, corno, 2 violini, viola, 2 violoncelli, contrabbasso, pianoforte, arpa, celesta                        |
| 2008           | Mayn Shvester Khaye                         | David Stock            | Arrangiamento della canzone della cantante israeliana Chava Alberstein basato sulla poesia scritta da Pole Binem Heller per sua sorella, morta nel campo di sterminio di Treblinka.                                                                          | Mezzosoprano, clarinetto, quartetto d'archi                                                                                           |
| 2009           | Pictures from the Private Collection of God | Aharon Harlap          | Ciclo di canzoni basato sulla poesia di Yaakov Barzilai, un sopravvissuto all'Olocausto ungherese. | Mezzosoprano, baritono, oboe, quartetto d'archi                                                                                       |
| 2010           | Vedem                                       | Lori Laitman           | Basato sulla storia dei ragazzi di Terezín che pubblicano un giornale clandestino, Vedem. | Coro di ragazzi, mezzosoprano, tenore, clarinetto, violino, violoncello, pianoforte                                                   |
| 2011           | Kolo't ("Voices")                           | Betty Olivero          | Basato sulla storia dell'insediamento sefardita a Salonicco e su una poesia anonima di un residente, sopravvissuto al campo di concentramento di Auschwitz.                                                                                                  | Mezzosoprano, clarinetto, violino, viola, violoncello, arpa, percussioni                                                              |
| 2012           | Another Sunrise                             | Jake Heggie            | Ciclo di canzoni basato sulla vita della scrittrice Krystyna Zywulska da un'intervista nel libro Holocaust and Memory di Barbara Engelking. | Soprano, clarinetto, violino, violoncello, contrabbasso, pianoforte                                                                   |
| 2013           | For a Look or a Touch (ciclo di canzoni)    | Jake Heggie            | Basato sul diario di Manfred Lewin scritto per il suo amante Gad Beck, che racconta la sua storia nel film Paragraph 175. | Attore, baritono, flauto, clarinetto, violino, violoncello, pianoforte                                                                |
| 2013           | Farewell, Auschwitz                         | Jake Heggie            | Basato su Wiazanka z Effektenkammer del paroliere Krystyna Zywulska scritto ad Auschwitz. | Soprano, mezzosoprano, baritono, clarinetto, violino, violoncello, contrabbasso, pianoforte                                           |
| 2014           | In Sleep the World is Yours                 | Lori Laitman           | Ciclo di canzoni basato sulla poesia di Selma Meerbaum-Eisinger, morta a 18 anni in un campo di lavoro nazista. | Soprano, oboe, pianoforte |
| 2014           | The Yellow Ticket (arrangiamento)           | Alicia Svigals         | Colonna sonora per il film muto del 1918 Der Gelbe Schein basato sul melodramma di Abraham Schomer Afn Yam un “Ellis Island” e sul romanzo di Aleksandr Amfiteatrow The Yellow Pass.                                                                         | Violino, clarinetto, pianoforte |
| 2015           | After Life                                  | Tom Cipullo            | Opera da camera basata su una riunione immaginaria dei fantasmi di Gertrude Stein e Pablo Picasso mentre discutono sulla colpevolezza degli artisti nella Francia occupata dalla seconda guerra mondiale.                                                    | Soprano, mezzosoprano, contrabbasso, flauto, clarinetto, violino, violoncello, pianoforte                                             |
| 2016           | Out of Darkness                             | Jake Heggie            | Un'opera in due atti. Il primo atto, "Krystyna", racconta la storia della poetessa Krystyna Zywulska ad Auschwitz. Il secondo atto, "Gad", immagina la riunione degli omosessuali Gad Beck e Manfred Lewin fatti a pezzi sotto il dominio nazista a Berlino. | 2 soprani, mezzosoprano, baritono, attore/baritono, flauto, clarinetto (si bem. e la), violino, violoncello, contrabbasso, pianoforte |
| 2017           | Wilderness Mute                             | Keiko Fujiie           | Ciclo di canzoni basato su resoconti di testimoni oculari dei bombardamenti atomici di Hiroshima e Nagasaki. | Soprano, baritono, clarinetto, violino, violoncello, contrabbasso                                                                     |
| 2017           | to open myself, to scream                   | Mary Kouyoumdjian      | Opera multimediale ispirata alla vita della pittrice e scrittrice rom Ceija Stojka sopravvissuta a tre campi di concentramento. | Clarinetto, clarinetto basso, tromba, violino, violoncello, contrabbasso, registrazione, metronomo, proiezione                        |
| 2017           | Snow Falls                                  | Ryuichi Sakamoto       | Testo tratto da una poesia di Kiyoko Nagase su una madre visitata dal fantasma di suo figlio perso nel bombardamento atomico, con melodie tratte dalla colonna sonora del film Nagasaki: Memories of My Son.                                                 | Narratore, violino, pianoforte |
| 2018           | Gaman                                       | Christophe Chagnard    | Lavoro multimediale basato sui diari di Takuichi Fujii e Kamekichi Tokita dalla loro incarcerazione durante la seconda guerra mondiale al Minidoka Relocation Center.                                                                                        | Soprano, baritono, clarinetto/clarinetto basso, quartetto d'archi, fue (flauto giapponese), tamburo taiko                             |
| 2019           | The Parting                                 | Tom Cipullo            | Opera da camera basata sulla vita e l'opera del poeta ungherese Miklós Radnóti, ambientata sulla sua ultima notte con la moglie Fanni prima della sua coscrizione durante la seconda guerra mondiale.                                                        | Soprano, mezzosoprano, baritono, flauto, clarinetto, violino, violoncello, pianoforte                                                 |
| 2019           | Veritas                                     | Shinji Eshima          | Opera multimediale con proiezioni multimediali di Kate Duhamel basata sulla serie Vandalized Doors dello scultore Al Farrow. | Violoncello, contrabbasso, proiezione                                                                                                 |
| 2019           | Passage                                     | Ryuichi Sakamoto       | Poesia narrata di Kareem Lotfy con quartetto d'archi su un rifugiato della Primavera Araba. | Narratore, quartetto d'archi |
| 2020           | Stormy Seas                                 | Sahba Aminikia         | Ritratti musicali di 5 storie vere di bambini profughi in barca. Basato sull'omonimo libro di Mary Beth Leatherdale ed Eleanor Shakespeare. | 5 cantanti bambini, clarinetto/clarinetto basso, violino, violoncello, pianoforte                                                     |
| 2021           | Return to Amasia                            | Eric Hachikian         | Basato su un nipote del genocidio armeno alla ricerca delle sue radici. | Quartetto d'archi |
| 2022           | Tres Minutos                                | Nicolas Lell Benavides | Opera da camera ispirata a un vero e proprio programma che riunisce le famiglie separate dalle politiche di immigrazione al confine tra Stati Uniti e Messico, ma solo per tre minuti.                                                                       | Soprano, tenore, baritono, clarinetto, violino, violoncello, contrabbasso, pianoforte                                                 |

| Prima mondiale | Titolo                       | Coreografo     | Compositore       |
| -------------- | ---------------------------- | -------------- | ----------------- |
| 2008           | The Wind                     | Donald Byrd    | Franz Schreker    |
| 2010           | The Dybbuk Suite             | Donald Byrd    | Joel Engel        |
| 2013           | Zeks Yiddishe Lider un Tantz | Pat Hon        | Betty Olivero     |
| 2014           | Tap Dance                    | Donald Byrd    | Dick Kattenburg   |
| 2014           | Transfigured Night           | Donald Byrd    | Arnold Schoenberg |
| 2015           | La Revue de Cuisine          | Olivier Wevers | Bohuslav Martinů  |
| 2017           | Lullaby & Doina              | Olivier Wevers | Osvaldo Golijov   |

## Young Artist Award
Nel 2005 Music of Remembrance ha istituito il David Tonkonogui Memorial Award in memoria del violoncellista David Tonkonogui (1958–2003). Questo premio è aperto a giovani musicisti dell'area di Seattle che desiderano eseguire musica legata all'Olocausto. Oltre ad un premio in denaro per il proseguimento degli studi musicali, i destinatari sono invitati a esibirsi in un concerto di Music of Remembrance.
| Anno | Nome            | Strumento    |
| ---- | --------------- | ------------ |
| 2005 | Julian Schwarz  | violoncello  |
| 2006 | Jocelyn Chang   | violino      |
| 2008 | Marie Rossano   | violino      |
| 2012 | Benjamin Shmidt | violoncello  |
| 2013 | Takumi Taguchi  | violino      |
| 2016 | Evan Johanson   | violino      |
| 2018 | Kina Pak        | violoncello  |
| 2019 | Sophie Denhard  | contrabbasso |
| 2019 | Zoe Lonsinger   | violino      |
| 2020 | Julin Cheung    | flauto       |